# 中山名古屋共同発電名古屋発電所
中山名古屋共同発電名古屋発電所（なかやまなごやきょうどうはつでんなごやはつでんしょ）は、愛知県知多郡武豊町一号地1-5にある火力発電所。中山名古屋共同発電株式会社が運営している。

## 概要
中山製鋼所とトーメン（当時）が出資する株式会社中山名古屋共同発電によって建設され、2000年（平成12年）に運転を開始した。発生電力を中部電力に供給している。
2003年（平成15年）には大阪瓦斯の子会社である株式会社ガスアンドパワーインベストメント（現・株式会社ガスアンドパワー）が株式の95%を取得した。

## 発電設備
1号機
発電方式：汽力発電方式
定格出力：14.9万kW
使用燃料：石炭
営業運転開始：2000年（平成12年）
2号機
発電方式：汽力発電方式
定格出力：11万kW
使用燃料：石炭、木質バイオマス
営業運転開始：2017年（平成29年）9月2日